# Aquila rapax

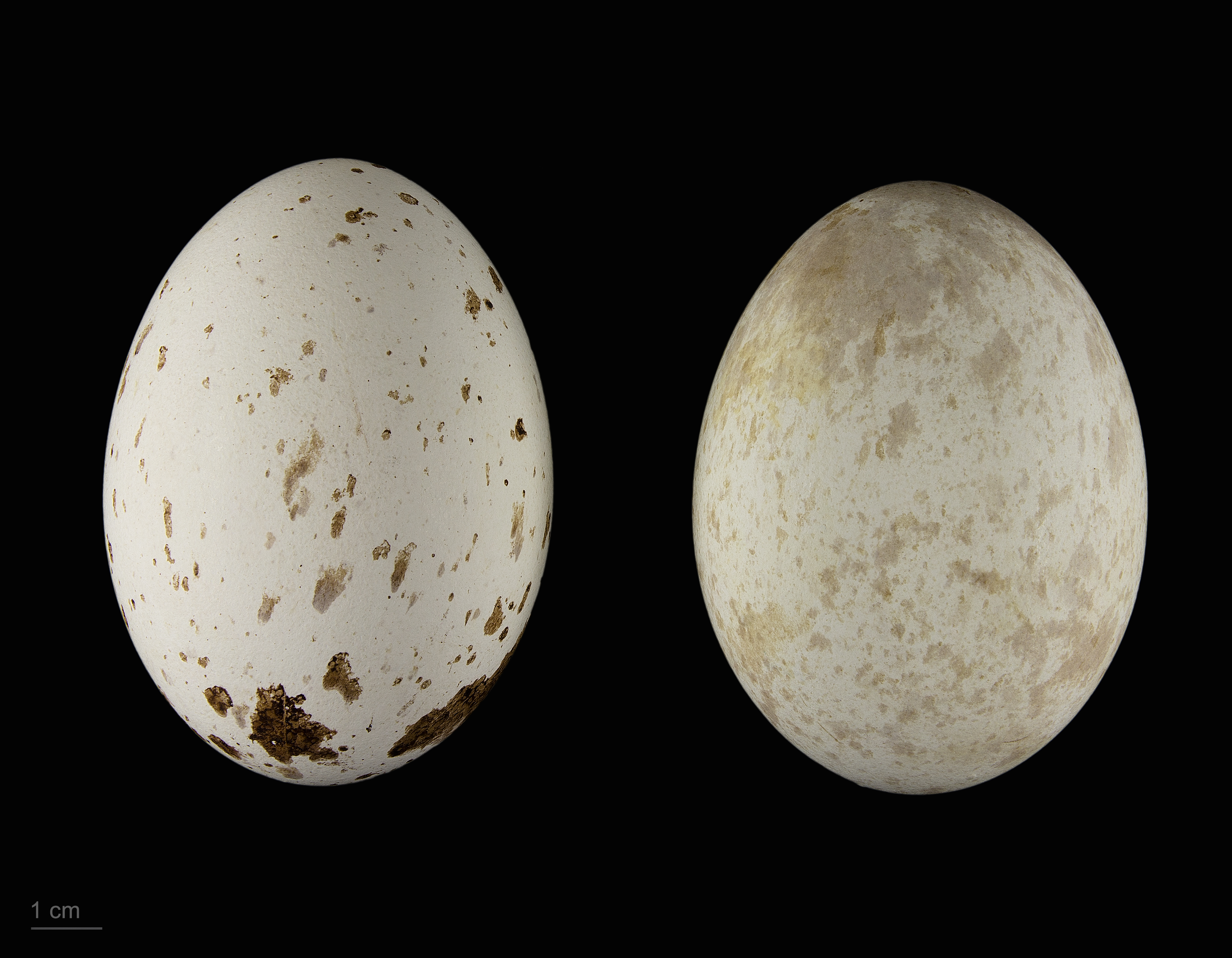
Aquila rapax - MHNT

El águila rapaz (Aquila rapax) es una especie de ave accipitriforme de la familia Accipitridae que se distribuye por la mayor parte de África y en el subcontinente indio. Su población se estima entre 100.000 y 1.000.000 de ejemplares (Ferguson-Lees and Christie, 2001) pero estimaciones de 2009 de Birdlife International estimaban la población en 100.000 individuos (50.000 parejas reproductoras) y en descenso. No es migratoria. Antes se consideraba la misma especie que el águila esteparia (Aquila nipalensis).
Todas las subespecies están en descenso poblacional, por ejemplo, A. rapax belisarius  posiblemente ya se haya extinguido de gran parte de su área de distribución, en el norte de África, en Marruecos y Argelia, hace varias décadas que no se conoce ningún nido activo.

## Subespecies
Se conocen tres subespecies de Aquila rapax:
- Aquila rapax belisarius - Marruecos y Argelia; sur de Arabia y oeste de África hasta el norte de Kenia.
- Aquila rapax rapax - del sur de Kenia y Zaire hasta Angola, Namibia y Sudáfrica.
- Aquila rapax vindhiana - Pakistán, India y sur de Nepal.